# Petrovskij Passaž
Petrovskij Passaž (in russo Петровский Пассаж?) è un grande magazzino di alto livello aperto sulla ulica Petrovka nel centro di Mosca nel 1906.
L'ingegnere Vladimir Šuchov, autore anche del progetto per i grandi magazzini GUM e della torre Šabolovka, disegna una struttura ad arcate coperte con tre gallerie sormontate da volte semicilindriche in vetro. Le gallerie del secondo piano sono collegate tra loro da passerelle con struttura in ferro di particolarissima fattura.
Nel 1990, dopo i cambiamenti politici in Russia, con la privatizzazione del Petrovskij Passaž la struttura è stata completamente rinnovata ed ora contiene un centro commerciale tra i più lussuosi d'Europa.

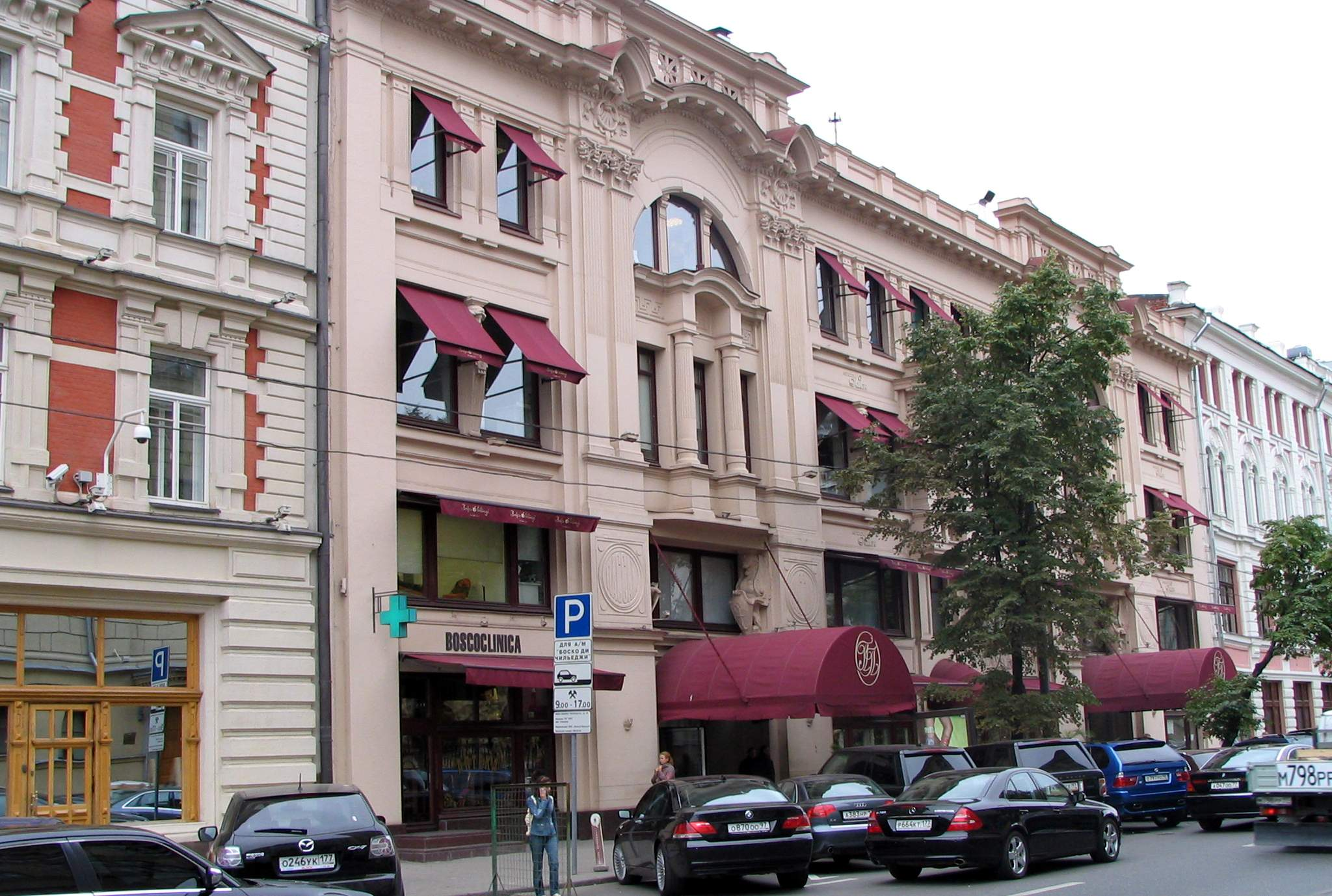
Vista del Passaž da Ulica Neglinnaja.
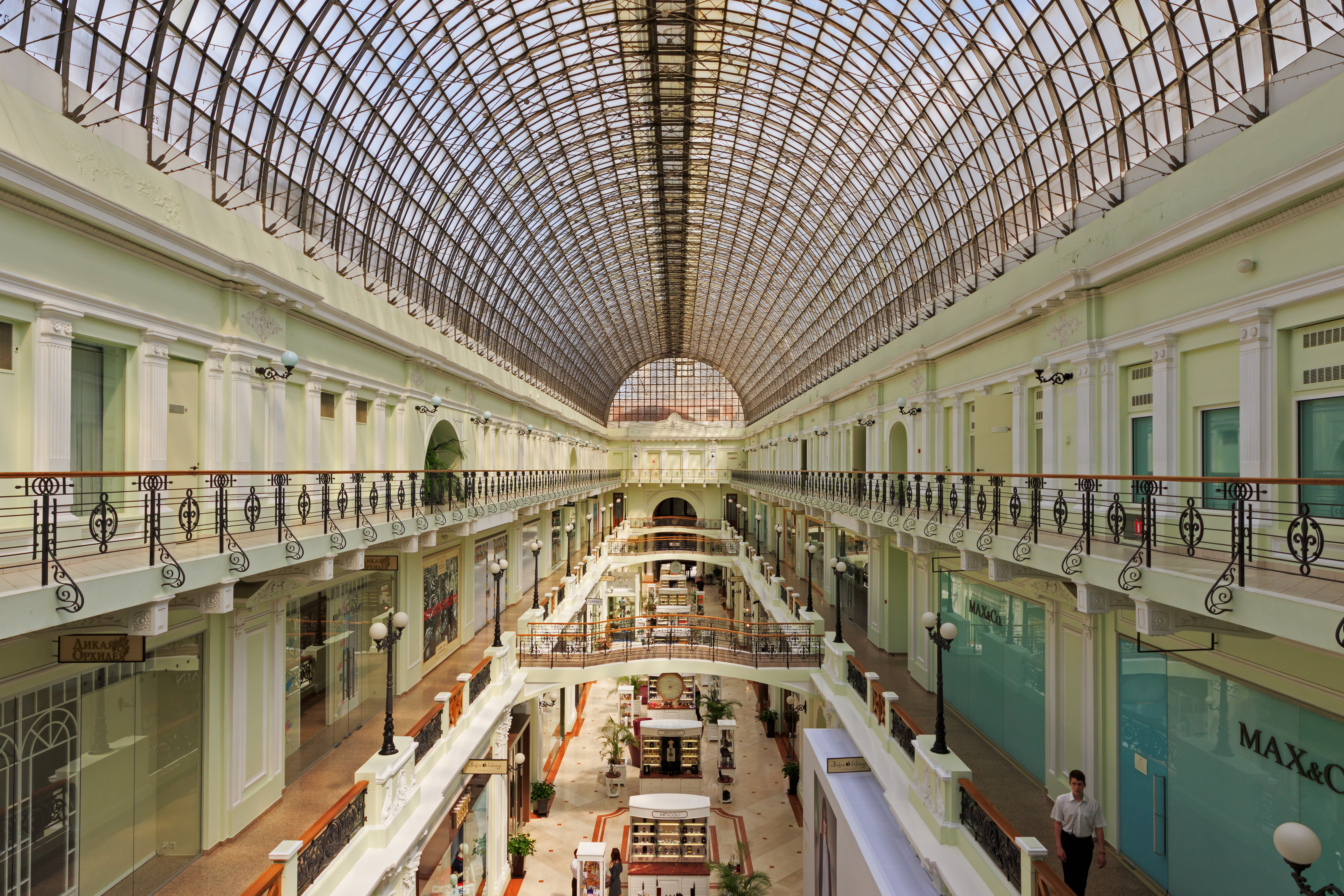
Interno del Passaž